# Poudrière des Balkans

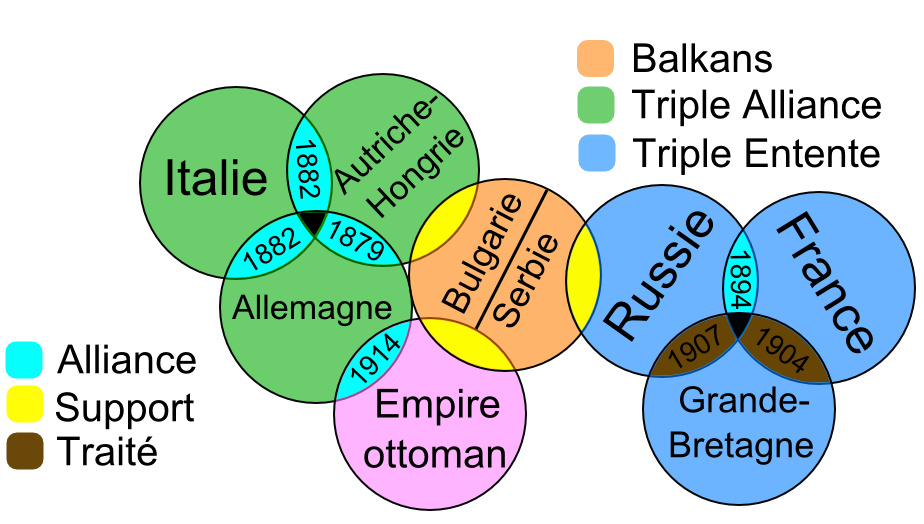
Situation diplomatique durant les tensions balkaniques.

La poudrière des Balkans, ou poudrière balkanique, est une expression journalistique en référence aux conflits qui frappèrent les Balkans aux XIXe et XXe siècles. On les présente souvent comme la cause principale de la Première Guerre mondiale, au mépris des réalités géopolitiques de l'époque et du poids des militarismes, des impérialismes et des nationalismes dans les grandes puissances instrumentalisant les petites nations balkaniques.

## Contexte
Les conflits balkaniques prennent leur source dans le congrès de Berlin (1878) où les États qui se partagent aujourd'hui la péninsule balkanique furent fabriqués par la diplomatie européenne, et surtout britannique, dans des formes qui susciteront, notamment en Bulgarie, de profonds ressentiments. L'objectif du congrès de Berlin était de sauvegarder ce qui pouvait l'être de l'Empire ottoman faiblissant, donc dépendant des puissances occidentales, en jouant de la diversité nationale des Balkans pour constituer de petits États faibles et rivaux. Aucun ne devait se développer au-delà d'une certaine limite ; chacun se trouvait enserré dans une nasse de liens diplomatiques et dynastiques, parfois opposés ; tous étaient liés aux grandes puissances européennes. Le congrès de Berlin inaugure ce que l'on a appelé la « balkanisation », processus de fragmentation politique qui débouchera sur les guerres balkaniques, contribuera au déclenchement de la Première Guerre mondiale, et servira plus tard de modèle à la dislocation de la Yougoslavie dans les années 1991-96.
Un aspect important de ce contexte est que dans les Balkans se croisaient le panslavisme (doctrine prônant l'unité des peuples slaves sous la tutelle de l'Empire russe), le « Drang nach Osten » (expansionnisme austro-allemand vers le Proche-Orient) et le « Grand Jeu » (rivalité politique, économique et militaire entre la Russie et l'Empire britannique, ce dernier soutenant les Ottomans pour empêcher Moscou de transformer la mer Noire en lac russe et la Grèce de réaliser sa Megáli Idéa).